# Matthias Dippacher
Matthias Dippacher, né le 20 février 1977, est un coureur d'ultra-trail allemand. Il a remporté la médaille de bronze aux championnats du monde de trail 2009.

## Biographie
Pratiquant la course à pied sur route dans les années 1990, Matthias s'essaie par la suite au triathlon. En 2004, il déménage dans l'Allgäu et fait ses débuts en trail. En 2005, il prend connaissance de la première édition de la Transalpine Run et décide de s'y inscrire. Il fait équipe avec la triathlète Susanne Zettl (de) avec qui il remporte la victoire dans la catégorie mixte.
Le 25 octobre 2008, il est annoncé comme l'un des favoris au Schwäbische Alb Marathon de 50 kilomètres. Assumant son rôle, il se détache rapidement du groupe de tête pour mener la course. Il voit revenir sur lui l'autre favori, Jürgen Wieser mais ce dernier finit par lever le pied à deux kilomètres de l'arrivée. Matthias s'offre sa première victoire de prestige qui lui permet de remporter le classement de la Coupe d'Europe d'ultra-marathon.
Le 12 juillet 2009, il prend part aux championnats du monde de trail à Serre Chevalier. Prenant un départ prudent, il effectue une excellente remontée pour terminer sur la troisième marche du podium et s'offrir la médaille de bronze.
Le 3 juillet 2010, il domine la Traversée du Trail Verbier Saint-Bernard et s'impose avec vingt minutes d'avance devant le favori local Marcel Theux.
Le 9 août 2013, il remporte son premier ultra-trail de plus de 100 kilomètres en s'imposant sur le Swiss Irontrail T141.
Le 9 juin 2017, il s'élance sur le Scenic Trail K113, manche de la Skyrunner World Series. Courant en tête aux côtés de son compatriote Stephan Hugenschmidt, Matthias ne parvient pas à se détacher. Les deux hommes continuent leur course en tête et finissent par s'imposer ex-aequo en 15 h 40 min 44 s.
Le 1er septembre 2019, il prend le départ de la Pyrénées Stage Run avec son compatriote André Purschke. Les deux hommes dominent l'épreuve et s'imposent en 30 h 43 min 22 s.

## Palmarès

### Trail
| no  | masculin           | Course                                  | Longueur | Départ                         | Temps            |
| --- | ------------------ | --------------------------------------- | -------- | ------------------------------ | ---------------- |
| 7e  | Médaille d'or      | Transalpine Run - Mixte                 | 225 km   | 4 septembre-10 septembre 2005  | 22 h 46 min 33 s |
| 3e  | Médaille de bronze | GutsMuths-Rennsteiglauf Supermarathon   | 72 km    | 19 mai 2007                    | 5 h 30 min 37 s  |
| 3e  | Médaille de bronze | GutsMuths-Rennsteiglauf Supermarathon   | 72 km    | 17 mai 2008                    | 5 h 30 min 28 s  |
| 2e  | Médaille d'argent  | Transalpine Run                         | 300 km   | 30 août-6 septembre 2008       | 29 h 50 min 2 s  |
| 1re | Médaille d'or      | Schwäbische Alb Marathon                | 50 km    | 25 octobre 2008                | 3 h 18 min 41 s  |
| 3e  | Médaille de bronze | Championnats du monde de trail          | 68 km    | 12 juillet 2009                | 7 h 16 min 58 s  |
| 1re | Médaille d'or      | Trail Verbier St-Bernard - La Traversée | 61 km    | 3 juillet 2010                 | 7 h 5 min 45 s   |
| 2e  | Médaille d'argent  | Transalpine Run                         | 305 km   | 4 septembre-11 septembre 2010  | 30 h 3 min 26 s  |
| 4e  | 4e                 | Transvulcania                           | 73 km    | 7 mai 2011                     | 8 h 12 min 50 s  |
| 3e  | Médaille de bronze | Zugspitz Ultratrail                     | 101 km   | 25 juin 2011                   | 11 h 9 min 25 s  |
| 3e  | Médaille de bronze | Salomon 4 Trails                        | 163 km   | 6 juillet 2011                 | 17 h 50 min 34 s |
| 3e  | Médaille de bronze | Zugspitz Ultratrail                     | 101 km   | 22 juin 2013                   | 11 h 33 min 14 s |
| 1re | Médaille d'or      | Swiss Irontrail T141                    | 134 km   | 9 août 2013                    | 19 h 54 min 4 s  |
| 3e  | Médaille de bronze | Eiger Ultra Trail E101                  | 101 km   | 19 juillet 2014                | 12 h 22 min 3 s  |
| 2e  | Médaille d'argent  | Trail Ticino 130km                      | 128 km   | 8 août 2014                    | 22 h 0 min 34 s  |
| 3e  | Médaille de bronze | Grossglockner Ultra-Trail               | 109 km   | 24 juillet 2015                | 17 h 41 min 29 s |
| 2e  | Médaille d'argent  | Zugspitz Ultratrail                     | 101 km   | 18 juin 2016                   | 11 h 54 min 35 s |
| 2e  | Médaille d'argent  | Eiger Ultra Trail E101                  | 97 km    | 16 juillet 2016                | 12 h 4 min 34 s  |
| 1re | Médaille d'or      | Scenic Trail K113                       | 118 km   | 9 juin 2017                    | 15 h 40 min 44 s |
| 3e  | Médaille de bronze | Grossglockner Ultra-Trail               | 108 km   | 22 juillet 2017                | 15 h 31 min 6 s  |
| 1re | Médaille d'or      | Pyrénées Stage Run                      | 240 km   | 1er septembre-8 septembre 2019 | 30 h 43 min 22 s |
| 1re | Médaille d'or      | Pitz Alpine Glacier Trail               | 104 km   | 6 août 2021                    | 16 h 49 min 34 s |

### Route
| Année | Compétition                | Lieu   | Place | Épreuve        | Performance     |
| ----- | -------------------------- | ------ | ----- | -------------- | --------------- |
| 2008  | 100 km de Bienne           | Bienne | 2e    | 100 kilomètres | 7 h 28 min 33 s |
| 2009  | 50 km Ultramarathon Rodgau | Rodgau | 2e    | 50 kilomètres  | 3 h 14 min 20 s |

## Records
| Épreuve        | Performance     | Date            | Lieu       |
| -------------- | --------------- | --------------- | ---------- |
| 50 kilomètres  | 3 h 14 min 19 s | 31 janvier 2009 | Rodgau     |
| 100 kilomètres | 7 h 15 min 53 s | 24 avril 2010   | Copenhague |
| 6 heures       | 85,420 km       | 16 avril 2013   | Nuremberg  |